# Кузка, Каролина
 Кароли́на Ку́зка  (пол. Karolina Kózka, 2 августа 1898 года, Вал-Руда, Австро-Венгрия — 18 ноября 1914 года, Вал-Руда, Австро-Венгрия) — блаженная Римско-Католической Церкви, мученица.

## Биография
Каролина Кузка родилась 2 августа 1898 года в многодетной крестьянской семье. Всю свою жизнь прожила в своей деревне, помогая родителям в их хозяйстве. Принимала активное участие в жизни местного католического прихода. Сотрудничала с настоятелем в организации различных приходских молитвенных групп («Апостольство Молитвы», «Живой Розарий»), проведении катехизации и формировании сельской библиотеки.
В начале Первой мировой войны в селе, где проживала Каролина Кузка, квартировалась  российская воинская часть. Была убита российским солдатом, защищая свою честь и невинность. После её смерти в Польше возникло почитание Каролины Кузки как мученицы целомудрия и телесной чистоты. 18 ноября 1917 года её мощи было перенесено в церковь села Забава.

## Прославление
Благодаря активной деятельности епископов Степа и Аблевича, начатой ими в 1965 году, в Риме начался процесс беатификации. 30 июня 1986 года Святым Престолом был издан декрет о мученичестве Каролины Кузки. 10.06.1987 Каролина Кузка была причислена к лику блаженных римским папой Иоанном Павлом II во время его посещения города Тарнува. Каролина Кузка является покровительницей католического движения «Движение Чистых Сердец», жешувского диоцеза и «Католического Товарищества Молодёжи».
День памяти в Католической церкви — 18 ноября.